# Xysticus coloradensis
Xysticus coloradensis är en spindelart som beskrevs av Bryant 1930. Xysticus coloradensis ingår i släktet Xysticus och familjen krabbspindlar. Inga underarter finns listade i Catalogue of Life.